# رينا روي
رينا روي هي ممثلة هندية، ولدت في 7 يناير 1957 بمومباي في الهند. من الجوائز التي نالتها جوائز فيلم فير.

## جوائز
- جوائز فيلم فير

## وصلات خارجية
- رينا روي على موقع IMDb (الإنجليزية)
- رينا روي على موقع أول موفي (الإنجليزية)
- رينا روي على موقع قاعدة بيانات الفيلم (الإنجليزية)